# 煤峪口街道
煤峪口街道，是中华人民共和国山西省大同市云冈区下辖的一个乡镇级行政单位。2021年3月，撤销煤峪口街道，整建制并入平旺乡。

## 行政区划
煤峪口街道下辖以下地区：
光明街社区、光辉街社区、联盟街社区和红光街社区。